# 7月14日革命
7月14日革命（7がつ14にちかくめい、英語: 14 July Revolution）は、1958年7月14日にイラクで急進的な自由将校団が下士官兵を率いて起こした軍事クーデター事件。これによりハーシム王政が打倒され、共和政（社会主義国家）が樹立された。
ハーシム王政（イラク王国）は、1921年にイギリスの後ろ盾を得たファイサル1世によって打ち立てられた王政であったが、パレスチナ戦争に敗れたことで王政に対する不満が高まっていた。クーデターで暗殺された国王ファイサル2世や摂政兼皇太子のアブドゥル＝イラーフ、イラク首相兼アラブ連邦首相のヌーリー・アッ＝サイードらは、アラブ民族主義者から親英的とみなされていた。クーデター後にイラク共和国が成立したが、これ以降イラクでは政情不安が続くことになる。

## 革命の推移
1958年7月14日、アブドルカリーム・カーシムらに率いられた自由将校団グループが王政を打倒した。
このグループは汎アラブ主義を信奉しており、クーデターによって国王ファイサル2世はじめ、摂政兼王太子アブドル＝イラーフ、首相兼アラブ連邦首相ヌーリー・アッ＝サイードらを殺害した。
自由将校団グループは1952年にエジプトでムハンマド・アリー朝の君主制を打倒（エジプト革命）したナセル率いるエジプトの自由将校団をモデルにしていた。彼らは様々な党派や派閥を代表しており、急進主義や汎アラブ主義が学校を席巻していた中で育った世代でもあった。ほとんどがスンニ派の中流家庭出身であった。1952年以前の10年間、中東で起きた様々な事件に影響を受けており、エジプト自由将校団も第一次中東戦争での敗北を経験し、体制転換への義務感を感じ始めた。彼らは、当時のアラブ諸国の体制は腐敗しており、アラブの統一を妨害し各国を困窮させていると考えていた。それらを倒すことが自分たちの使命であると捉えていた。エジプト自由将校団によるエジプト王政の打倒の成功はイラクの将校に影響を与えた。
イラクの自由将校団グループは地下組織であり、クーデターの計画や実行のタイミングについてはアブドルカリーム・カーシムとその参謀のアブドッサラーム・アーリフ大佐の手に委ねられていた。彼らは当初、エジプト・ナセル大統領の支援と、アラブ連合共和国（エジプトとシリアが統合して誕生していた）の協力を求めていた。なぜなら、イラク王国が、イギリスやイラン、トルコなどから構成される中東条約機構に加盟しており、他の加盟国がクーデターに介入してくるのではないかと懸念していたからであった。しかし、ナセルは精神的な支援を表明しただけで、エジプトは実質的な支援を行わなかった。
1958年、イラク王政は、アラブ連合共和国に属するシリアとエジプトに挟まれ反王政派のクーデターも危ぶまれていたヨルダン王国の支援のため、イラク軍に部隊のヨルダン派遣を命じたが、それがクーデター実行のチャンスとなった。カーシムやアーリフの部隊がバグダード経由で派遣されることになった。
結果として、アーリフの率いる陸軍部隊がバグダードに進軍し、クーデターを決行した。1958年7月14日早朝、バグダード放送局を占拠し司令部を置き、以下のようなクーデターの決行声明を放送した。「…我々は帝国主義者とその手下である現政権を非難する。旧体制の終焉と新しい共和国の誕生をここに宣言する。…3名の評議員からなる臨時主権評議会が臨時大統領を任命し、その後、新大統領選出のための選挙を行うことを約束する…」。
アーリフは彼の連隊から2つの分遣隊を派遣した。一方を国王ファイサル2世や皇太子アブドゥル＝イラーフらのいる宮殿に向かわせ、もう一方をヌーリー・アッ＝サイードの自宅に向かわせた。宮殿では衛兵との衝突は起きたが、皇太子の抵抗はなかった。
しかし、午前8時頃に国王ファイサル2世、王太子アブドゥル＝イラーフ、王女ヒヤム、王女ナフィーサ、王女アバディアら王室一家と従者達は拘束され、宮殿から護送される途中、兵士によって殺害され、イラクのハーシム王朝は断絶した。この殺害については命令であったのか、現場の独断であったのか今も議論が分かれている。
一方、サイードのみは追っ手の網をかいくぐってチグリス川を渡り一時的に逃げることが出来た。
午前中までにカーシムの部隊もバグダードに到着し、国防省の建物に司令部を置いた。クーデター勢力の関心はサイードの居場所の特定に移っていた。サイードの取り逃がしたことは初期のクーデターの成功に傷をつける出来事であった。サイードの捕獲に10,000イラク・ディナールの懸賞金がかけられ、大規模な捜索が始められた。翌7月15日、アバヤを着て女性に変装して逃走するサイードが、バグダード市内の通りで発見された 。彼とその同行者は射殺され、遺体は午後に共同墓地に埋葬された 。
サイードの死に続いて、バクダード市内の秩序は失われ、市民は暴徒化した。アーリフが「売国奴」の粛清を呼びかけたことで拍車がかかり、制御不能の暴徒たちがバグダート市内に溢れた。皇太子アブドゥル＝イラーフの遺体が宮殿から運び去られ、損壊された上で市中を引き摺られ、最後には国防省の前に吊り下げられた。バグダード・ホテルに滞在していた数名の外国人（ヨルダン人や米国人含む）も暴徒によって殺害された。カーシムの出した外出禁止令で暴徒はようやく沈静化したが、それでも翌日にはサイードの墓が暴かれ、遺体が損壊され市中を引き回された。

## 影響
イラクでのクーデターは、アメリカ合衆国にとっては不意を突かれた形であった。CIAのアレン・ダレス長官は、アイゼンハワー大統領に「私はエジプトのナセル大統領が関わっていると信じている。」と報告した。加えて、ヨルダン、サウジアラビア、トルコ、イランなど中東諸国での連鎖反応を恐れていた。米国にとって、イラクのハーシム王政はソ連の進出を抑えられる信頼できる同盟の代表だった。イラクでのエジプト・ナセルの影響を受けたクーデターは中東における米国の地位を傷つける事件であった。
カーシムは首相と国防大臣の名で強い権力を得た。アーリフは副首相、内務大臣、軍副司令官の地位を得た。
革命から13日後、恒久的な組織法が自由投票の後に制定されるのを待つ間、臨時憲法が発表された。文書によると、イラクは共和制でアラブ国家の一部とされ、国教をイスラム教とした。立法権は閣僚評議会に付与され、主権評議会の承認を得るものとされていた。執行機能も閣僚評議会に付与されていた。
実際には、新たなイラク共和国は革命評議会が率いることになった。その上に立つ主権評議会は、イラクの3大勢力であるシーア派、スンニ派、クルド人から各1名ずつ計3名の代表で構成された。シーア派からはムハンマド・マフディ・クバー、スンニ派からはムハンマド・ナジーブ・アッ＝ルバーイー、クルド人からはハリド・アル＝ナクシュバンディがそれぞれ代表を務めた。そして、彼らが大統領の役割を担うことになっていた。内閣はカーシム自身も属する国民民主党から2名、アル・イスティクラール、バアス党、イラク共産党から各1名ずつが入閣し、これらの政党は1956年から国民連合戦線（アラビア語: حزب الاستقلال العراقي）と呼ばれる同盟を組んでいた。
1959年3月には中東条約機構から脱退し、ソ連を含む共産主義諸国や左派政権と同盟を結んだ。ソ連との同盟の結果、カーシム政権は共産党に接近した。